# 1 (Fischerspooner)
#1 è il terzo album del gruppo musicale statunitense Fischerspooner, pubblicato nel 2003.
Da esso sono stati tratti i singoli: Emerge, The 15th, L.A. Song e Sweetness.
La traccia 9, originariamente intitolata Fucker, è stata successivamente censurata e modificata con !@$%#.

## Tracce
1. Sweetness – 5:22
2. The 15th – 3:57
3. Emerge – 4:46
4. L.A. Song – 4:09
5. Tone Poem – 4:11
6. Horizon – 5:32
7. Invisible – 5:11
8. Turn On – 4:22
9. !@$%# – 4:53
10. Natural Disaster – 4:44
11. Ersatz – 3:54

Tracce bonus
1. Mega C. – 8:49
2. Emerge (Junkie XL remix) – 5:37